# Тоная (муниципалитет)
Тоная (исп. Tonaya) — муниципалитет в Мексике, в штате Халиско, с административным центром в одноимённом посёлке. Численность населения, по данным переписи 2020 года, составила 5961 человек.

## Общие сведения
Название Tonaya с языка науатль можно перевести как: место, где восходит солнце.
Площадь муниципалитета равна 293,6 км², что составляет 0,4 % от общей площади штата, а наиболее высоко расположенное поселение Сан-Рафаэль находится на высоте 1357 метров.
Тоная граничит с другими муниципалитетами штата Халиско: на севере с Чикилистланом, на востоке с Тапальпой и Сан-Габриелем, на юге с Тускакуэско, на западе с Эль-Лимоном и Эхутлой.

## Учреждение и состав
Муниципалитет был образован 13 марта 1837 года, по данным 2020 года в его состав входит 22 населённых пункта, самые крупные из которых:
| Код INEGI                  | Населённый пункт                                                                           | Численность населения (2005 год) | Численность населения (2010 год) | Численность населения (2020 год) |
| -------------------------- | ------------------------------------------------------------------------------------------ | -------------------------------- | -------------------------------- | -------------------------------- |
| 102                        | Всего                                                                                      | 5557                             | 5930                             | 5961                             |
| 0001                       | Тоная (исп. Tonaya) 19°47′03″ с. ш. 103°58′15″ з. д. (административный центр)              | 3238                             | 3497                             | 3706                             |
| 0010                       | Коатлансильо (исп. Coatlancillo) 19°53′41″ с. ш. 103°57′55″ з. д.                          | 400                              | 565                              | 521                              |
| 0015                       | Лас-Игерас (исп. Las Higueras) 19°49′42″ с. ш. 103°55′28″ з. д.                            | 189                              | 176                              | 239                              |
| 0009                       | Эль-Серрито (исп. El Cerrito) 19°51′17″ с. ш. 103°55′54″ з. д.                             | 310                              | 304                              | 236                              |
| 0003                       | Лос-Асмолес (исп. Los Asmoles) 19°53′10″ с. ш. 103°53′12″ з. д.                            | 207                              | 207                              | 202                              |
| 0022                       | Эль-Пасо-де-Сан-Франсиско (исп. El Paso de San Francisco) 19°49′28″ с. ш. 103°56′41″ з. д. | 159                              | 198                              | 177                              |
| —                          | Прочие                                                                                     | 1054                             | 983                              | 880                              |
| Названия на карте Генштаба |                                                                                            |                                  |                                  |                                  |

## Природные ресурсы
Муниципалитет располагает следующими ресурсами:
- 4900 гектар леса, преимущественно состоящие из таких видов деревьев как сосна и дуб;

- минеральные — месторождения золота, серебра, меди, известняка, гипса, гранита, барита и мрамора.

## Экономическая деятельность
По статистическим данным 2000 года, работоспособное население занято по секторам экономики в следующих пропорциях:
- сельское хозяйство, животноводство и рыбная ловля — 41,8 %;
- промышленность и строительство — 24,3 %;
- торговля, сферы услуг и туризма — 32,7 %;
- безработные — 1,2 %.

## Инфраструктура
По статистическим данным 2020 года, инфраструктура развита следующим образом:
- электрификация: 99,9 %;
- водоснабжение: 95,9 %;
- водоотведение: 99,2 %.